# Вледая (комуна)
Вледая (рум. Vlădaia) — комуна у повіті Мехедінць в Румунії. До складу комуни входять такі села (дані про населення за 2002 рік):
- Алмежел (829 осіб)
- Вледая (761 особа)
- Скоріла (320 осіб)
- Штірковіца (318 осіб)

Комуна розташована на відстані 244 км на захід від Бухареста, 42 км на південний схід від Дробета-Турну-Северина, 62 км на захід від Крайови.

## Населення
За даними перепису населення 2002 року у комуні проживали 2228 осіб.
Національний склад населення комуни:
| Національність | Кількість осіб | Відсоток |
| -------------- | -------------- | -------- |
| румуни         | 2014           | 90,4%    |
| цигани         | 214            | 9,6%     |

Рідною мовою назвали:
| Мова      | Кількість осіб | Відсоток |
| --------- | -------------- | -------- |
| румунська | 2016           | 90,5%    |
| циганська | 212            | 9,5%     |

Склад населення комуни за віросповіданням:
| Релігія     | Кількість осіб | Відсоток |
| ----------- | -------------- | -------- |
| православні | 2182           | 97,9%    |
| баптисти    | 45             | 2,0%     |
| реформати   | 1              | < 0,1%   |